# Hiệp ước Hải quân Luân Đôn
Hiệp ước giới hạn và giảm quân bị hải quân, thường được gọi là Hiệp ước hải quân Luân Đôn, là một thỏa thuận giữa Anh, Nhật Bản, Pháp, Ý và Hoa Kỳ, ký ngày 22 tháng 4 năm 1930, quy định về chiến tranh tàu ngầm và hạn chế đóng tàu hải quân. Hiệp ước được ký kết tại Luân Đôn vào ngày 27 tháng 10 năm 1930 và hiệp ước có hiệu lực vào cùng ngày. Nó đã được đăng ký trong danh sách hiệp ước của Hội quốc Liên vào ngày 6 tháng 2 năm 1931.

## Hội nghị

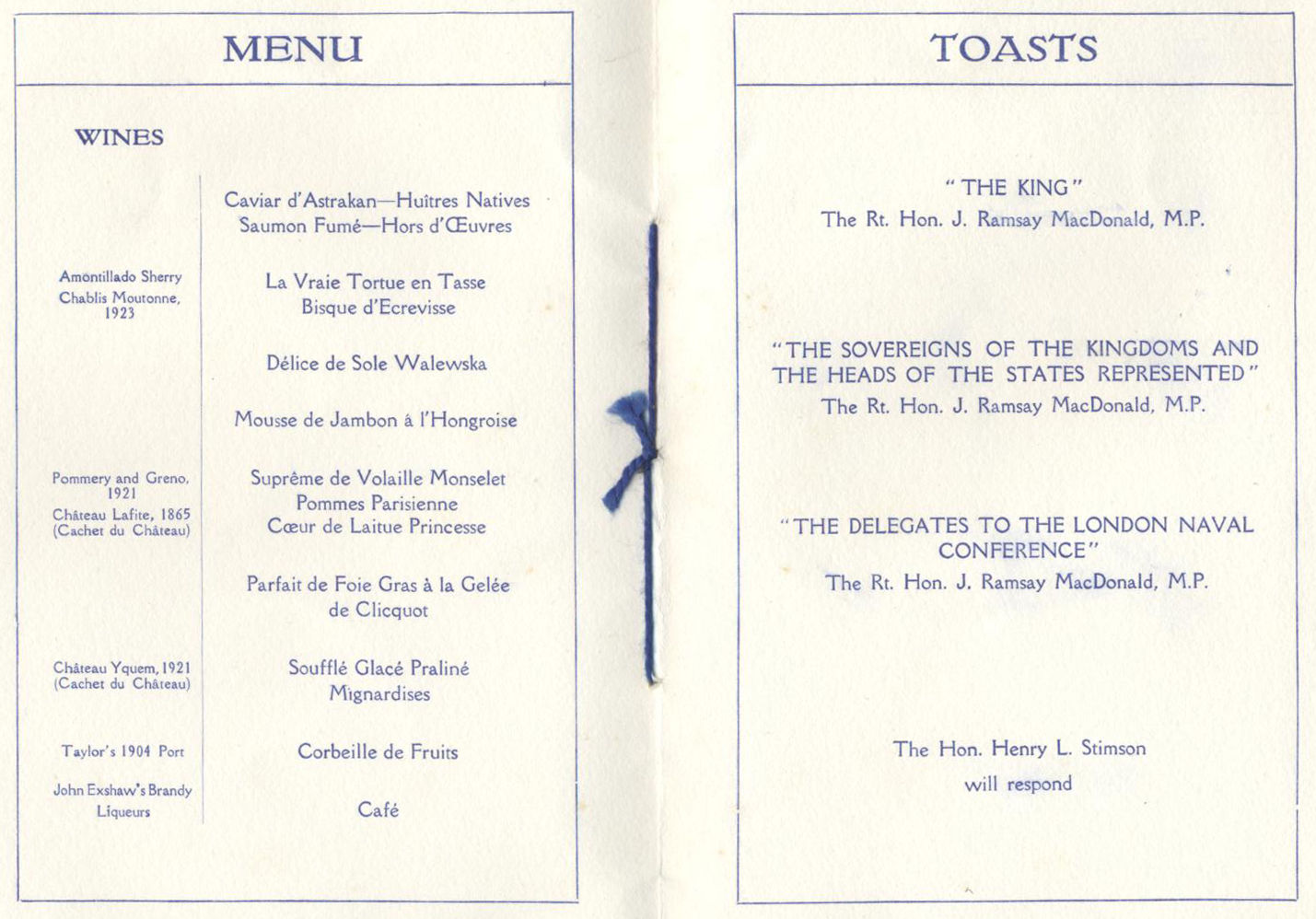
Thực đơn và Danh sách các Lời chúc rượu chính thức trong bữa tối chính thức khai mạc Hội nghị Hải quân Luân Đôn năm 1930.

Việc ký kết hiệp ước gắn bó mật thiết với các cuộc đàm phán đang diễn ra trước khi bắt đầu chính thức Hội nghị Hải quân London năm 1930. Các cuộc đàm phán vẫn diễn ra trong suốt tiến trình của hội nghị và tiếp tục trong nhiều năm sau đó.

## Điều khoản
Các điều khoản của hiệp ước được coi là sự mở rộng các điều khoản đã thỏa thuận trong Hiệp ước Hải quân Washington nhằm ngăn chặn một cuộc chạy đua vũ trang hải quân sau Thế chiến thứ nhất.
Mục đích của hội nghị là hồi sinh những nỗ lực thất bại của Hội Nghị Hải quân Geneva năm 1927. Hội nghị tại Geneva thất bại do xich mích giữa Chính phủ Anh và Mỹ. Vấn đề ban đầu có khả năng nảy sinh từ các cuộc thảo luận giữa Tổng thống Herbert Hoover và Thủ tướng Ramsay MacDonald tại Trại Rapidan năm 1929, nhưng một loạt các yếu tố ảnh hưởng đến căng thẳng, làm trầm trọng thêm bởi các quốc gia khác tại hội nghị.
Theo hiệp ước, trọng tải choán nước tiêu chuẩn của tàu ngầm bị hạn chế ở mức 2.000 tấn Anh (2.032 t), với mỗi cường quốc chỉ được phép giữ ba tàu ngầm lên tới 2.800 tấn ngoại trừ Pháp chỉ được một chiếc. Cỡ súng tàu ngầm cũng lần đầu tiên bị hạn chế ở cỡ nòng 6,1 in (155 mm) với một ngoại lệ là tàu ngầm Pháp nói trên đã được đóng cho phép giữ lại pháo 8 in (203 mm) của nó. Điều khoản này nhằm đặt dấu chấm hết cho ý tưởng tàu ngầm 'súng lớn' được tiên phong bởi lớp M của Anh và Surcouf của Pháp.
Hiệp ước cũng thiết lập sự khác biệt giữa các tàu tuần dương được trang bị súng không lớn hơn 6,1 in (155 mm) (" tàu tuần dương hạng nhẹ " theo cách nói không chính thức) và các tàu tuần dương có súng lên tới 8 in (203 mm) (" tàu tuần dương hạng nặng "). Số lượng tàu tuần dương hạng nặng bị hạn chế: Anh được phép nắm giữ 15 tàu với tổng trọng tải là 147.000 tấn Anh (149.359 t), Mỹ được 18 tàu với tổng trọng tải 180.000 tấn Anh (182.888 tấn) còn Nhật được có 12 chiếc với tổng trọng tải 108.000 tấn Anh (109.733 t). Đối với tàu tuần dương hạng nhẹ, không có con số nào được chỉ định nhưng giới hạn tổng trọng tải là 143.500 tấn Anh (145.803 t) đối với Mỹ, 192.200 tấn Anh (195.284 t) đối với Anh và 100.450 tấn Anh (102.062 t) đối với Nhật Bản.
Trọng tải khu trục hạm cũng bị hạn chế, với khu trục hạm được định nghĩa là tàu dưới 1.850 tấn Anh (1.880 t) và súng không quá 5,1 in (130 mm). Người Mỹ và Anh được phép lên tới 150.000 tấn Anh (152.407 tấn) và Nhật Bản 105.000 tấn Anh (106.685 tấn).
Điều 22 liên quan đến chiến tranh tàu ngầm đã tuyên bố luật quốc tế sẽ áp dụng cho chúng giống như đối với tàu nổi. Ngoài ra, các tàu buôn thể hiện "cố chấp từ chối dừng lại" hoặc "kháng cự chủ động" có thể bị đánh chìm mà không cần đưa thuyền viên và hành khách đến "nơi an toàn" trước tiên.
Giai đoạn tiếp theo của nỗ lực kiểm soát vũ khí hải quân là Hội nghị Hải quân Geneva lần thứ hai vào năm 1932; và trong năm đó, Ý đã cho "nghỉ hưu" hai thiết giáp hạm, mười hai tàu tuần dương, 25 tàu khu trục và 12 tàu ngầm, tất cả, 130.000 tấn Anh tàu hải quân (có thể bị loại bỏ hoặc đặt trong kho dự trữ). Các cuộc đàm phán giữa các bên ký kết hiệp ước khác vẫn tiếp tục trong những năm tiếp theo.
Theo sau đó là Hiệp ước Hải quân Luân Đôn thứ hai năm 1936.

## Ngoài ra
- Hiệp ước giới hạn vũ khí hải quân
- Hiệp ước hải quân London thứ hai - Danh sách các hiệp ước được ký kết tại London.
- Hiệp ước Luân Đôn - Danh sách các hiệp ước được ký kết tại London.
- Sự cố Ngày 15 tháng 5 - âm mưu đảo chính ở Nhật Bản